# Halvard Mabire
Pour les articles homonymes, voir Halvard et Mabire.
Halvard Mabire, né le 18 novembre 1956 à Cherbourg (Manche), est un navigateur français. Il est président de la classe de voiliers Class40.

## Biographie
Il est le fils de l'écrivain Jean Mabire. 
Halvard Mabire s'est initié à la voile à Carteret, a disputé cinq Whitbread, sept Solitaires du Figaro et 32 courses transatlantiques. Il a couru sa première course autour du monde sur Mor-Bihan, la deuxième sur Côte-d'Or, avec Éric Tabarly.
En 1994, Halvard Mabire chavire lors de la Route du Rhum à laquelle il participe sur le 60 pieds Cherbourg Technologies. 
Le 4 août 2008, il remporte la Transat Québec-Saint-Malo sur un Pogo 40S.
En 2011-2012, il dispute la Global Ocean Race, course autour du monde en duo, avec escales sur Campagne de France, un Pogo 40S. Il court avec sa compagne Miranda Merron. En 2019, il participe à la transat Jacques-Vabre, sur Campagne de France, toujours avec sa compagne.
Halvard Mabire participe à la Route du Rhum 2022 sur le catamaran GDD.
Il a, par ailleurs, participé à deux rallyes Dakar, en 1988 et 1989.

## Palmarès
- 1977 : 3e sur 19, de la Mini-Transat (Ténérife - Antigua, 2 690 milles), sur le prototype 35 - Rêve de Mer Tronqué, en 23 j 19 h 5 min
- 1981 : 3e de la Twostar sur Gauloise 4  avec Éric Loizeau, en 15 j 6 h 53 min

- 1988 : 6e de la Transat anglaise sur Gérard Hénon, catamaran de 60 pieds, en 13 j 6 h 51 min[10],[11]

- 1989 : 2e de la Solitaire du Figaro

- 1993 : vainqueur de la Course de l'Europe en monocoque 60 pieds open
- 1996 : 7e de la Transat Québec-Saint-Malo avec Lionel Lemonchois

- 2008 :
  - vainqueur de la Transat Québec-Saint-Malo en Class40 sur Pogo Structures avec Antoine Carpentier et Didier Le Vourch en 13 j 13 h 50 min
  - 5e de The Artemis Transat en Class40

- 2009 :
  - 2e du Tour de Belle-Île avec Pierre-Marie Lemer, Jacques Vincent, Kevin Escoffier, Loïc Escoffier et Victorien Érussard
  - 7e de la Transmanche avec Peter Harding

- 2011-2012 : Global Ocean Race sur Campagne de France avec Miranda Merron
- 2017 : abandon dans la Transat Jacques-Vabre avec Miranda Merron, sur le Class40 Campagne de France pour cause d'avaries gouvernail

- 2018 : abandon dans la Route du Rhum sur le Class40 Sponsor Wanted pour cause de problèmes techniques

- 2022 : 4e sur 17, dans la catégorie "Rhum Multi" de la Route du Rhum - Destination Guadeloupe, sur GDD, en 16 j 20 h 0 min 26 s ; 64e au classement général sur 138 inscrits